# Чендекское сельское поселение
Чендекское се́льское поселе́ние — муниципальное образование в Усть-Коксинском муниципальном районе Республики Алтай Российской Федерации.
Административный центр — село Чендек.

## История
Статус и границы сельского поселения установлены Законом Республики Алтай от 13 января 2005 года № 10-РЗ «Об образовании муниципальных образований, наделении соответствующим статусом и установлении их границ»

## Население
| 2010  | 2011  | 2012  | 2013  | 2014  | 2015  | 2016  |
| ----- | ----- | ----- | ----- | ----- | ----- | ----- |
| 1390  | ↗1393 | ↗1400 | ↗1413 | ↘1360 | ↘1332 | ↘1298 |
| 2017  | 2018  | 2019  | 2020  | 2021  |       |       |
| ↘1266 | ↘1264 | ↘1239 | ↘1222 | ↘1085 |       |       |

## Состав сельского поселения
| № | Населённый пункт | Тип населённого пункта       | Население |
| - | ---------------- | ---------------------------- | --------- |
| 1 | Чендек           | село, административный центр | ↘870      |
| 2 | Нижний Уймон     | село                         | ↘165      |
| 3 | Маргала          | посёлок                      | ↘122      |
| 4 | Полеводка        | посёлок                      | ↗83       |
| 5 | Ак-Коба          | посёлок                      | ↘50       |
| 6 | Маральник-2      | посёлок                      | →8        |